# Seznam srbskih vladarjev
Seznam srbskih vladarjev zajema srbske vladarje (župane, kneze, despote, kralje in carje), urejene po državah, v katerih so vladali.

## Seznam srbskih vladarjev pred doselitvijo na Balkan
- Dervan ali Drvan, knez Bele Srbije (Bojke v Polabju) (pred 626)

## Seznam vladarjev na ozemlju Srbije
- Neznani knez, sin kneza Dervana, ki je Srbe pripeljal na Balkan (7. stoletje)
- Višeslav, knez (po letu 780)
- Radoslav, knez (8. in 9. stoletje)
- Ljudevit Posavski, hrvaški knez (822)
- Prosigoj, knez (822-836), Radoslavov
- Vlastimir, knez (836-863), Prosigojev sin
- Mutimir, knez (863-891), Vlastimirjev sin
- Pribislav Mutimirović, knez (891-892), Mutimirjev sin
- Petar Gojniković, knez (892-917), sin Mutimirjevega brata Gojnika
- Pavle Branović, knez (917-920), Mutimirjev vnuk od sina Brana
- Zaharija Pribislavljević, veliki župan (920-924), Pribislavov sin
- Srbija pod Bolgarijo (924–927)
- Časlav Klonimirović, knez (927-950)
- Tihomir, knez (960–980)?
- Ljutomir, knez (980–1003)?
- (?) Ljutomirjev sin, knez (1003–1030)?
- Ljutovit, zahumski knez (1030–1070)?
- Vukan, župan (1091-1112)
- Državljanjska vojna (1106–1120)
- Uroš I. Vukanović, veliki župan (1112-1146), Vukanov nečak
- Uroš II. Prvoslav, veliki župan (1146-1155)
- Desa, župan (1155-1162), veliki župan (1162-1165)
  - (?) Uroš II. Vukanović, veliki župan (1156–1162)
  - (?) Beloš, veliki župan (1162)
- Tihomir, veliki župan (1165-1166)
- Stefan Nemanja, veliki župan (1166/68-1196)
- Stefan Nemanjić (Stefan Prvovenčani), veliki župan (1196-1202) in (1204-1217), kralj (1217-1228)
- Vukan Nemanjić, veliki župan (1202-1204)
- Stefan Radoslav, kralj (1228-1234)
- Stefan Vladislav, kralj (1234-1243)
- Stefan Uroš I., kralj (1243-1276)
- Stefan Dragutin, kralj Srbije, kralj Srema (1282-1316)
- Vladislav II., kralj Srema (1316-1325), Dragutinov sin
- Stefan Uroš II. (Milutin), kralj Srbije (1282-1321)
- Stefan Uroš III. Dečanski (Stefan Dečanski), kralj Srbije (1321-1331)
- Stefan Uroš IV. Dušan, kralj Srbije (1331-1345), car (1345-1355)
- Stefan Uroš V., car (1355-1371)
- Simeon Siniša, car Epirja in Tesalije (1359-1371)
- Jovan Uroš, car Epirja (1371-1372), sin carja Simeona (Siniše)
- Vukašin Mrnjavčević, kralj (1365-1371)
- Marko Mrnjavčević, kralj (1371-1395)
- Lazar Hrebeljanović, knez (1371-1389)
- Vuk Branković, gospodar Kosova (1371-1398)
- Stefan Lazarević, knez (1389-1402), despot (1402-1427)
- Đurađ Branković, despot Srbije (1427-1456)
- Lazar Branković, despot Srbije (1456-1458)
- Stefan Branković, despot Srbije (1458)
- Stefan Tomašević, kraljevič Bosne in despot Srbije (1458-1459)
- Srbija pod Оsmanskim cesarstvom (1459–1804)
- Vuk Grgurević, despot Srbije (1471-1485)
- Đorđe Branković, despot Srbije (1486-1496)
- Jovan Branković, despot Srbije (1496-1502)
- Ivaniš Berislav, despot Srbije (1504-1514)
- Stefan Berislav, despot Srbije (1520-1535)
- Jovan Nenad, samozvani srbski car (1526-1527)
- Radoslav Čelnik, vladar Sremskega vojvodstva (1527-1530), vrhovni vojskovodja carja Jovana Nenada
- Radič Božić, despot Srbije (1527-1528)
- Pavle Bakić, despot Srbije (1537)
- Stefan Štiljanovič, despot Srbije (1537-1540)
- Jovan Monasterljija, podvojvoda Srbov v Avstriji (1691-1706).
- Đorđe Petrović (Karađorđe), vožd (1804-1813)
- Miloš Obrenovič, knez Srbije (1815-1839) in (1858-1860)
- Milan Obrenovič, knez Srbije (1839)
- Mihajlo Obrenović, knez Srbije (1839-1842)
- Aleksandar Karađorđević, knez Srbije (1842-1858)
- Stefan Šupljikac, vojvoda Srbske Vojvodine (1848)
- Josip Rajačić, upravnik Srbske Vojvodine (1848-1849)
- Mihajlo Obrenović, knez Srbije (1860-1868)
  - namestniki (1868-1872):
    - Milivoj Blaznavac
    - Jovan Ristić
    - Jovan Gavrilović
- Milan Obrenović, knez Srbije (1872-1882), kralj (1882-1889)
  - namestniki (1889-1893):
    - Jovan Ristić
    - Kosta Protić
    - Jovan Velimarkovič
- Aleksander Obrenović, kralj Srbije (1893-1903)
- Peter I. Karađorđević, kralj Srbije (1903-1918)

## Seznam vladarjev Jugoslavije
- Peter I. Karađorđević, kralj Kraljevine SHS (1918-1921)
- Aleksander I. Karađorđević, kralj kraljevine SHS/Jugoslavije (1921-1934)
- Peter II. Karađorđević, kralj Јugoslavije (1941-1945)

## Seznam vladarjevTrabunije
- Beloje, župan (začetek 9. stoletja)
- Krajina, župan (sredina 9. stoletja)
- Hvalimir, župan (sredina 9. stoletja)
- Čučimir, ир]], župan (sredina 9. stoletja)
- Trabunija v Srbiji (od 860 – do 14. stoletja)
- Trabunija v Bosni (od 14. stoletja) do 1448)
- Trabunija v Hercegovini (od 1448)